# Una pistola en cada mano
Una pistola en cada mano es una película española de 2012 dirigida por Cesc Gay. 
Fue galardonada en la V Edición de los Premios Gaudí como mejor película en lengua no catalana, mejor guion y mejores actores secundarios para Eduard Fernández y Candela Peña.
Candela Peña fue nominada en la XXVII edición de los Premios Goya en la categoría de mejor interpretación femenina de reparto.

## Sinopsis
A pesar de tenerlo todo, J. (Sbaraglia) está bajo los efectos de una gran depresión. En cambio, E. (Fernández), que no posee más que un gato, vive apaciblemente a pesar de haber tenido que volver a casa de su madre. S. (Cámara) intenta volver con su mujer (Segura) dos años después de su ruptura, pero ella ya espera el hijo de otro hombre. G. (Darín) recurre a los ansiolíticos para intentar comprender por qué su mujer tiene una aventura. P. (Noriega) pretende seducir a una compañera (Peña). María y Sara (Watling y Guillén Cuervo) intercambian a sus maridos (Mollà y San Juan) con el fin de descubrir sus intimidades. L. (Tosar) es un hombre que llama a su amante con el nombre de su perro. Una radiografía de la vida amorosa de ocho hombres de hoy.

## Reparto
- Ricardo Darín ... G.
- Luis Tosar ... L.
- Javier Cámara ... S.
- Eduardo Noriega ... P.
- Leonor Watling ... María
- Candela Peña ... Mamen
- Cayetana Guillén Cuervo ... Sara
- Eduard Fernández ... E.
- Leonardo Sbaraglia ... J.
- Jordi Mollà ... M.
- Alberto San Juan ... A.
- Clara Segura ... Elena

## Palmarés cinematográfico
XXVII edición de los Premios Goya
| Categoría               | Persona      | Resultado |
| ----------------------- | ------------ | --------- |
| Mejor actriz de reparto | Candela Peña | Ganadora  |

Premios Gaudí
| Categoría                            | Persona                              | Resultado |
| ------------------------------------ | ------------------------------------ | --------- |
| Mejor película en lengua no catalana | Mejor película en lengua no catalana | Ganadora  |
| Mejor director                       | Cesc Gay                             | Nominado  |
| Mejor guion                          | Cesc Gay y Tomàs Aragay              | Ganadores |
| Mejor actor secundario               | Eduard Fernández                     | Ganador   |
| Mejor actriz secundaria              | Candela Peña                         | Ganadora  |
| Mejor vestuario                      | Anna Güell                           | Nominada  |